# Arda Fındıkoğlu
Arda Fındıkoğlu (* 9. Juli 1980 in Ankara) ist ein türkischer Backgammonspieler und -Funktionär.

## Leben
Arda Fındıkoğlu wuchs als einziges Kind seiner Eltern in Ankara auf, besuchte dort die Grundschule und die weiterführende Schule. Nach Beendigung seiner Schulausbildung ging er 1996 nach Istanbul, um dort an der Technischen Universität zu studieren. Seitdem lebt er weiterhin auch dort. Von Beruf ist er Bauingenieur mit Spezialisierung auf Erdbebensicherheit.
Darüber hinaus ist er ein national wie international erfolgreicher Backgammonspieler, der bereits mehr als 100 nationale und internationale Titel gewonnen hat, sowie Manager und Organisator von Backgammon-Turnieren, überwiegend in der Türkei und Nordzypern.
Im Alter von vier Jahren erlernte er von seinem Vater das Spiel Tavla. Als Student lernte er dann das moderne Backgammon besser kennen und war von der Tiefe und Komplexität dieses Spiels fasziniert.
Da es zu dieser Zeit in der Türkei bzw. in Istanbul keine Vereine gab, in denen man modernes Backgammon spielen konnte, hatte er nur wenig Möglichkeiten, seine Fähigkeiten in diesem Spiel zu trainieren und zu verfeinern. Nachdem er sich im Jahr 1999 in einen Online-Wettbewerb gegen 200 Teilnehmer durchsetzen konnte und diesen gewann, trat einige Zeit später Marco Fornasir, der Generalsekretär der Worldwide Backgammon Federation (WBF), mit ihm in Kontakt und bot ihm an, die Mittel zur Verfügung zu stellen, damit Fındıkoğlu einen ersten Backgammon-Verein in der Türkei gründen konnte. Nach einigem Zögern organisierte er 2001 sein erstes Turnier, an dem jedoch nur wenige Spieler teilnahmen. Er organisierte weiter Turniere und nutzte zu Werbezwecken immer auch das Logo der WBF; im Laufe der Zeit nahmen die Teilnehmerzahlen zu und er nannte sein Organisationsbüro WBF-Türkei. Neben der eigenen Teilnahme an Turnieren arbeitet Fındıkoğlu heute an der Organisation von Backgammon-Turnieren.
In 2016 gab es in der Türkei etwa dreitausend Spieler aus 38 Städten sowie eine nationale türkische Liga, die in acht Städten ausgetragen wird.

## Sportliche Erfolge (Auswahl)

### National
- 2003 Sieger der 2.Velden Open Backgammon Championship
- 2004 Gewinner der WBF-Türkei Grand Finals
- 2004 WBF-Türkei Annual Backgammon Gewinner
- 2004 1. Göltürkbükü Open Backgammon Championship, "Double Consultation" Gewinner (mit Giancarlo Fassina)
- 2004 Gewinner der WBF-Türkei Istanbul Backgammon League Saison Feb - Mar
- 2004 Gewinner der WBF-Türkei Istanbul Backgammon League Saison Nov - Dec, 2nd Division
- 2005 Gewinner der WBF-Türkei Istanbul Backgammon League Saison Mar - Apr , 2nd Division
- 2005 WBF-Türkei 2. Ankara Open Backgammon Championship, "Double Consultation" Gewinner (mit Abdullah Sorguven)

### International
- 2004 Gewinner der WBF-Türkei Istanbul Backgammon League Saison Feb - Mar
- 2004 Sieger der Europameisterschaft in Backgammon in der Kategorie Consolation Winner
- 2004 Finalist in der Kategorie Consolation der Groupe Lucien Barriére 2. Enghien-les-Bains Open Backgammon Championship, Paris
- 2004 Gewinner der 1st Salzburg Open Backgammon Championship in der Variante Nackgammon Blitz
- 2005 Gewinner der European Backgammon Championship, Velden, in der Kategorie Main Semi Finalist
- 2007 Gewinner der European Backgammon Championship, Velden, in der Kategorie Last Chance Winner